# Nikkan Sports Film Award du meilleur film étranger
Le Nikkan Sports Film Award du meilleur film étranger est un prix cinématographique japonais remis depuis 1988 au meilleur film  étranger à l'occasion des Nikkan Sports Film Awards.

## Films récompensés
| N° | Année | Film                                                                                   | Réalisateur                   |
| -- | ----- | -------------------------------------------------------------------------------------- | ----------------------------- |
| 1  | 1988  | Le Dernier Empereur                                                                    | Bernardo Bertolucci           |
| 2  | 1989  | Rain Man                                                                               | Barry Levinson                |
| 3  | 1990  | Ghost                                                                                  | Jerry Zucker                  |
| 4  | 1991  | Danse avec les loups                                                                   | Kevin Costner                 |
| 5  | 1992  | Basic Instinct                                                                         | Paul Verhoeven                |
| 6  | 1993  | Impitoyable                                                                            | Clint Eastwood                |
| 7  | 1994  | La Liste de Schindler                                                                  | Steven Spielberg              |
| 8  | 1995  | Speed                                                                                  | Jan de Bont                   |
| 9  | 1996  | La Dernière Marche                                                                     | Tim Robbins                   |
| 10 | 1997  | Le Patient anglais                                                                     | Anthony Minghella             |
| 11 | 1998  | L.A. Confidential                                                                      | Curtis Hanson                 |
| 12 | 1999  | Elizabeth                                                                              | Shekhar Kapur                 |
| 13 | 2000  | Gladiator                                                                              | Ridley Scott                  |
| 14 | 2001  | Billy Elliot                                                                           | Stephen Daldry                |
| 15 | 2002  | La Chambre du fils                                                                     | Nanni Moretti                 |
| 16 | 2003  | Le Pianiste                                                                            | Roman Polanski                |
| 17 | 2004  | Le Dernier Samouraï                                                                    | Edward Zwick                  |
| 18 | 2005  | Million Dollar Baby                                                                    | Clint Eastwood                |
| 19 | 2006  | Le Secret de Brokeback Mountain                                                        | Ang Lee                       |
| 20 | 2007  | Lettres d'Iwo Jima (Letters from Iwo Jima) (硫黄島からの手紙 - Iô-Jima kara no tegami) | Clint Eastwood                |
| 21 | 2008  | No Country for Old Men                                                                 | Joel et Ethan Coen            |
| 22 | 2009  | Mother                                                                                 | Bong Joon-ho                  |
| 23 | 2010  | Démineurs                                                                              | Kathryn Bigelow               |
| 24 | 2011  | Le Discours d'un roi                                                                   | Tom Hooper                    |
| 25 | 2012  | Intouchables                                                                           | Olivier Nakache Éric Toledano |
| 26 | 2013  | Les Misérables                                                                         | Tom Hooper                    |
| 27 | 2014  | La Reine des neiges                                                                    | Chris Buck Jennifer Lee       |
| 28 | 2015  | Whiplash                                                                               | Damien Chazelle               |
| 29 | 2016  | Spotlight                                                                              | Tom McCarthy                  |
| 30 | 2017  | Dunkerque                                                                              | Christopher Nolan             |
| 31 | 2018  | Three Billboards : Les Panneaux de la vengeance                                        | Martin McDonagh               |